# Démographie du Sri Lanka

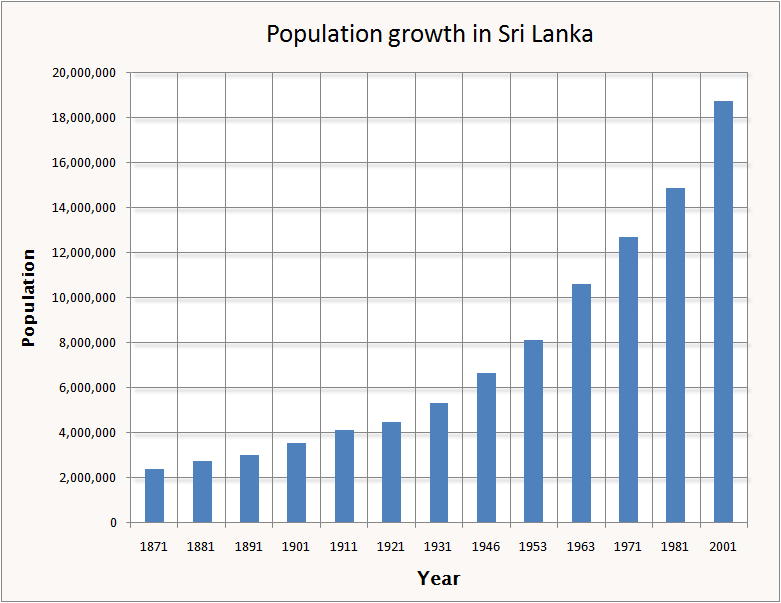
Évolution décennale de la population du Sri Lanka de 1871 à 2001.

En 2016, la population du Sri Lanka s'élevait à 22,23 millions d'habitants. La croissance démographique du pays est d'environ 0,73 %, d'après la Banque mondiale. Alors qu'elle était de 2,8 % en 1953, de 2,2 % en 1971, de 1,7 % en 1981 et de 1,5 % en 1991. Le pays avait entre 2000 et 2005, un indice de fécondité de 2. Le Sri Lanka a un taux de natalité de 17,6 ‰ et un taux de mortalité de 6,2 ‰ et un taux de mortalité infantile 17 ‰.
Au niveau de la structure par âge, le pays avait en 2006, une proportion de la population de moins de 15 ans de 24,8 % et de 65 ans et plus de 5,8 %. L'espérance de vie moyenne était à la même année de 74 ans. Entre 1950 et 1955, il y avait 40,1 % de personnes de moins de 15 ans, 52,6 % de personnes de 15 à 59 ans et 7,3 % e personnes de 60 ans et plus. Entre 1975 et 1980, ces chiffres étaient passés de respectivement 36,9 %, 56,7 % et 6,3 %.
Un taux d'alphabétisation de 91 %, un indice de développement humain en 2006 de 0,755, soit la 93e place mondiale.
La population se concentre dans le sud-ouest du pays, autour de la capitale Colombo. Le taux d'urbanisation était en 2006 de 21,1 %, le pays ayant au total un densité de 324 habitants/km2.

## Principaux indicateurs démographiques
| Période   | Naissances annuelles | Décès annuels | Solde naturel annuel | Taux de natalité (‰) | Taux de mortalité (‰) | Solde naturel (‰) | Indice de fécondité | Taux de mortalité infantile |
| --------- | -------------------- | ------------- | -------------------- | -------------------- | --------------------- | ----------------- | ------------------- | --------------------------- |
| 1950–1955 | 322 000              | 171 000       | 151 000              | 37,4                 | 19,8                  | 17,5              | 5,80                | 103,9                       |
| 1955–1960 | 367 000              | 143 000       | 223 000              | 38,6                 | 15,1                  | 23,5              | 5,80                | 86,7                        |
| 1960–1965 | 377 000              | 128 000       | 248 000              | 35,5                 | 12,1                  | 23,4              | 5,20                | 77,5                        |
| 1965–1970 | 391 000              | 116 000       | 276 000              | 32,9                 | 9,7                   | 23,2              | 4,70                | 69,3                        |
| 1970–1975 | 383 000              | 103 000       | 280 000              | 29,1                 | 7,8                   | 21,3              | 4,00                | 55,4                        |
| 1975–1980 | 401 000              | 99 000        | 302 000              | 27,8                 | 6,9                   | 20,9              | 3,61                | 38,8                        |
| 1980–1985 | 401 000              | 96 000        | 305 000              | 25,6                 | 6,1                   | 19,5              | 3,19                | 30,3                        |
| 1985–1990 | 362 000              | 110 000       | 253 000              | 21,6                 | 6,5                   | 15,1              | 2,64                | 24,1                        |
| 1990–1995 | 349 000              | 119 000       | 230 000              | 19,6                 | 6,7                   | 12,9              | 2,39                | 22,1                        |
| 1995–2000 | 329 000              | 146 000       | 183 000              | 17,8                 | 7,9                   | 9,9               | 2,16                | 18,9                        |
| 2000–2005 | 360 000              | 121 000       | 239 000              | 18,7                 | 6,3                   | 12,4              | 2,27                | 15,9                        |
| 2005–2010 | 386 000              | 132 000       | 253 000              | 19,0                 | 6,5                   | 12,5              | 2,36                | 12,4                        |

## Santé
Le Sri Lanka a été, pendant des décennies, un des pays avec le plus haut taux de suicides au monde. Toutefois, le nombre de suicides est passé du record de 8449 morts soit 46,6 ‰ en 1995 à 4225 soit 21 ‰ en 2007. Cette baisse peut s'expliquer par diverses mesures prises au milieu des années 1990 dont la principale a été la décriminalisation du suicide en éliminant la honte qui lui est liée.

## Langues
Le cingalais et le tamoul sont les deux langues officielles du Sri Lanka, avec respectivement 87 % et 28,5 % de locuteurs. Toutefois, la politique du pays tolérait "difficilement" l'utilisation et l'enseignement du tamoul. Finalement, un locuteur tamoul se devait de parler le cingalais pour pouvoir s'adresser ou émettre des demandes au sein de l'Administration. Cette ségrégation linguistique devient un peu moins courante.
L'anglais est également très utilisé, il est communément parlé par le gouvernement et plus généralement par 10 % de la population sri lankaise dans l'éducation, dans la recherche ou dans le milieu des affaires. Des créoles portugais et hollandais sont également parlés par les Burgher, et une communauté malaise parle également un créole malais.

## Composition ethnique
D'après le recensement de 1981, les Cingalais constituent le plus important groupe ethnique du pays avec 73,8 % de la population. Ils sont surtout concentrés dans le sud-ouest et le centre du pays. Les Tamouls constituent le seconde groupe ethnique important dans le pays avec 20 % de la population. Ils sont principalement situés dans le nord-est du Sri Lanka. La troisième minorité du pays est constituée de Maures avec 7,1 % de la population. Parmi les minorités de plus faibles tailles, on peut citer, les Vedda, communautés historique de quelques milliers de personnes, ou les Burgher, une communauté de descendants de colons européens, de quelques dizaines de milliers de personnes.
| Year            | Cingalais  | Cingalais | Tamouls du Sri Lanka | Tamouls du Sri Lanka | Tamouls d'Inde | Tamouls d'Inde | Maures    | Maures | Autres  | Autres | Total      | Total    |
| Year            | No.        | %         | No.                  | %                    | No.            | %              | No.       | %      | No.     | %      | No.        | %        |
| --------------- | ---------- | --------- | -------------------- | -------------------- | -------------- | -------------- | --------- | ------ | ------- | ------ | ---------- | -------- |
| Recens. de 1881 | 1 846 600  | 66,91 %   | 687 200              | 24,90 %              |                |                | 184 500   | 6,69 % | 41 400  | 1,50 % | 2 759 700  | 100,00 % |
| Recens. de 1891 | 2 041 200  | 67,86 %   | 723 900              | 24,07 %              |                |                | 197 200   | 6,56 % | 45 500  | 1,51 % | 3 007 800  | 100,00 % |
| Recens. de 1901 | 2 330 800  | 65,36 %   | 951 700              | 26,69 %              |                |                | 228 000   | 6,39 % | 55 500  | 1,56 % | 3 566 000  | 100,00 % |
| Recens. de 1911 | 2 715 500  | 66,13 %   | 528 000              | 12,86 %              | 531 000        | 12,93 %        | 233 900   | 5,70 % | 98 000  | 2,39 % | 4 106 400  | 100,00 % |
| Recens. de 1921 | 3 016 200  | 67,05 %   | 517 300              | 11,50 %              | 602 700        | 13,40 %        | 251 900   | 5,60 % | 110 600 | 2,46 % | 4 498 600  | 100,00 % |
| Est. de 1931    | 3 473 000  | 65,45 %   | 598 900              | 11,29 %              | 818 500        | 15,43 %        | 289 600   | 5,46 % | 126 000 | 2,37 % | 5 306 000  | 100,00 % |
| Recens. de 1946 | 4 620 500  | 69,41 %   | 733 700              | 11,02 %              | 780 600        | 11,73 %        | 373 600   | 5,61 % | 148 900 | 2,24 % | 6 657 300  | 100,00 % |
| Recens. de 1953 | 5 616 700  | 69,36 %   | 884 700              | 10,93 %              | 974 100        | 12,03 %        | 464 000   | 5,73 % | 158 400 | 1,96 % | 8 097 900  | 100,00 % |
| Recens. de 1963 | 7 512 900  | 71,00 %   | 1 164 700            | 11,01 %              | 1 123 000      | 10,61 %        | 626 800   | 5,92 % | 154 600 | 1,46 % | 10 582 000 | 100,00 % |
| Recens. de 1971 | 9 131 300  | 71,96 %   | 1 424 000            | 11,22 %              | 1 174 900      | 9,26 %         | 828 300   | 6,53 % | 131 400 | 1,04 % | 12 689 900 | 100,00 % |
| Recens. de 1981 | 10 979 400 | 73,95 %   | 1 886 900            | 12,71 %              | 818 700        | 5,51 %         | 1 046 900 | 7,05 % | 114 900 | 0,77 % | 14 846 800 | 100,00 % |
| Est. de 1989    | 12 437 000 | 73,92 %   | 2 124 000            | 12,62 %              | 873 000        | 5,19 %         | 1 249 000 | 7,42 % | 142 000 | 0,84 % | 16 825 000 | 100,00 % |

## Religions
Le Bouddhisme constitue la principale religion du pays avec environ 70 % de la population, la plupart étant des adeptes de l'école Theravāda.L'Hindouisme est la seconde plus importante religion du pays, il est surtout présent dans le nord, l'est et le centre du pays. Le Sri Lanka possède également une importante minorité musulmane sunnite. Environ 8 % de la population du Sri Lanka est chrétienne, qui sont à 88 % des catholiques, le reste des chrétiens étant principalement des anglicans, et des protestants.
| Bouddhisme (70,2 %)                                                        | Hindouisme (12,6 %) | Islam (9,5 %) | Christianisme (7,4 %) |
| -------------------------------------------------------------------------- | ------------------- | ------------- | --------------------- |
|                                                                            |                     |               |                       |
| Cartes de la distribution des 4 principales religions du Sri Lanka en 2012 |                     |               |                       |

| Année           | Bouddhisme | Bouddhisme | Hindouisme | Hindouisme | Islam     | Islam  | Christianisme | Christianisme | Autres | Autres | Total      | Total    |
| Année           | Nombre     | %          | Nombre     | %          | Nombre    | %      | Nombre        | %             | Nombre | %      | Nombre     | Nombre   |
| --------------- | ---------- | ---------- | ---------- | ---------- | --------- | ------ | ------------- | ------------- | ------ | ------ | ---------- | -------- |
| Recens. de 1881 | 1 698 100  | 61,53 %    | 593 600    | 21,51 %    | 197 800   | 7,17 % | 268 000       | 9,71 %        | 2 300  | 0,08 % | 2 759 800  | 100,00 % |
| Recens. de 1891 | 1 877 000  | 62,40 %    | 615 900    | 20,48 %    | 212 000   | 7,05 % | 302 100       | 10,04 %       | 800    | 0,03 % | 3 007 800  | 100,00 % |
| Recens. de 1901 | 2 141 400  | 60,06 %    | 826 800    | 23,19 %    | 246 100   | 6,90 % | 349 200       | 9,79 %        | 2 500  | 0,07 % | 3 566 000  | 100,00 % |
| Recens. de 1911 | 2 474 200  | 60,25 %    | 938 300    | 22,85 %    | 283 600   | 6,91 % | 409 200       | 9,96 %        | 1 100  | 0,03 % | 4 106 400  | 100,00 % |
| Recens. de 1921 | 2 769 800  | 61,57 %    | 982 100    | 21,83 %    | 302 500   | 6,72 % | 443 400       | 9,86 %        | 800    | 0,02 % | 4 498 600  | 100,00 % |
| Est. de 1931    | 3 266 600  | 61,55 %    | 1 166 900  | 21,99 %    | 354 200   | 6,67 % | 518 100       | 9,76 %        | 1 100  | 0,02 % | 5 306 900  | 100,00 % |
| Recens. de 1946 | 4 294 900  | 64,51 %    | 1 320 400  | 19,83 %    | 436 600   | 6,56 % | 603 200       | 9,06 %        | 2 200  | 0,03 % | 6 657 300  | 100,00 % |
| Recens. de 1953 | 5 209 400  | 64,33 %    | 1 610 500  | 19,89 %    | 541 500   | 6,69 % | 724 400       | 8,95 %        | 12 100 | 0,15 % | 8 097 900  | 100,00 % |
| Recens. de 1963 | 7 003 300  | 66,18 %    | 1 958 400  | 18,51 %    | 724 000   | 6,84 % | 884 900       | 8,36 %        | 11 400 | 0,11 % | 10 582 000 | 100,00 % |
| Recens. de 1971 | 8 536 800  | 67,27 %    | 2 238 600  | 17,64 %    | 901 700   | 7,11 % | 1 004 300     | 7,91 %        | 8 400  | 0,07 % | 12 689 800 | 100,00 % |
| Recens. de 1981 | 10 288 300 | 69,30 %    | 2 297 800  | 15,48 %    | 1 121 700 | 7,56 % | 1 130 600     | 7,62 %        | 8 300  | 0,06 % | 14 846 700 | 100,00 % |
| Recens. de 2012 | 14 272 056 | 70,10 %    | 2 561 299  | 12,58 %    | 1 967 523 | 9,66 % | 1 552 161     | 7,62 %        | 6 400  | 0,03 % | 20 359 439 | 100,00 % |

## Sources
1. ↑  Indicateurs du World-Factbook publié par la CIA.
2. ↑  Le taux de variation de la population 2018 correspond à la somme du solde naturel 2018 et du solde migratoire 2018 divisée par la population au 1er janvier 2018.
3. ↑  Indicateurs du World-Factbook publié par la CIA.
4. ↑  L'indicateur conjoncturel de fécondité (ICF) pour 2018 est la somme des taux de fécondité par âge observés en 2018. Cet indicateur peut être interprété comme le nombre moyen d'enfants qu'aurait une génération fictive de femmes qui connaîtrait, tout au long de leur vie féconde, les taux de fécondité par âge observés en 2018. Il est exprimé en nombre d’enfants par femme. C’est un indicateur synthétique des taux de fécondité par âge de 2018.
5. ↑  Indicateurs du World-Factbook publié par la CIA.
6. ↑   Le taux de natalité 2018 est le rapport du nombre de naissances vivantes en 2018 à la population totale moyenne de 2018.
7. ↑  Indicateurs du World-Factbook publié par la CIA.
8. ↑   Le taux de mortalité 2018 est le rapport du nombre de décès, au cours de 2018, à la population moyenne de 2018.
9. ↑  Indicateurs du World-Factbook publié par la CIA.
10. ↑  Le taux de mortalité infantile est le rapport entre le nombre d'enfants décédés à moins d'un an et l'ensemble des enfants nés vivants.
11. ↑  L'espérance de vie à la naissance en 2018 est égale à la durée de vie moyenne d'une génération fictive qui connaîtrait tout au long de son existence les conditions de mortalité par âge de 2018. C'est un indicateur synthétique des taux de mortalité par âge de 2018.
12. ↑  L'âge médian est l'âge qui divise la population en deux groupes numériquement égaux, la moitié est plus jeune et l'autre moitié est plus âgée.
13. ↑  « Population growth (annual %) », World Bank
14. ↑  Demographic Implications of Health Care in Sri Lanka Nations unies.
15. ↑  « Annual Report 2010 »(Archive.org • Wikiwix • Archive.is • Google • Que faire ?), Ministry of Finance – Sri Lanka, 2011
16. ↑  World Population Ageing 1950-2050 : Sri Lanka Nations unies.
17. ↑  « orld Population Prospects: The 2010 Revision »
18. 1 2 3  (en) Integrated Regional Information Networks (IRIN), « Sri Lanka: Suicide rate drops, but more people using poison », 12 avril 2009 (consulté le 8 août 2009)
19. ↑  « Données provisoires issues du recensement de 2012 », sur World Factbook de la CIA
20. ↑  Peter Bakker, « How unique is Sri Lanka Malay? », Max Planck Institute for Evolutionary Anthropology
21. ↑  « CIA World Factbook: Sri Lanka », Central Intelligence Agency (consulté le 21 août 2011)
22. ↑  « Statistical Abstract 2008 : Population by ethnic group, census years », Department of Census & Statistics
23. 1 2  « Statistical Abstract 2008 : Estimated mid year population by ethnic group, 1980 - 1989 », Department of Census & Statistics
24. 1 2  Les tamouls étaient classés dans un unique groupe ethnique avant 1911.
25. ↑  « International Religious Freedom Report 2007 : Sri Lanka »(Archive.org • Wikiwix • Archive.is • Google • Que faire ?), Bureau of Democracy, Human Rights, and Labor, 14 septembre 2007
26. ↑  « Theravada: Buddhism in Sri Lankan », Buddhanet.net
27. ↑  « Hinduism In Sri Lanka », Discoversrilanka.com
28. ↑  « Lankan Muslims' historical links with India », Indianmuslims.info
29. ↑  « Sri Lanka – Christianity », Mongabay
30. ↑  (en) « Census of Population and Housing - 2012 » (consulté le 22 février 2019)